# 馬吉斯·艾利諾
馬吉斯·賴恩·艾利諾（1984年4月24日—），生於美國加利福尼亞州聖貝納迪諾縣，美國籃球運動員，司職控球後衛，有「戰神」之稱，為現時ABL東南亞職業籃球聯賽史上單季最高得分球員，亦是2016/17年度ABL常規賽最有價值球員、得分王兼助攻王，為2017年東方龍獅奪得ABL總冠軍成員。最後效力亞洲籃球冠軍聯賽高科技。

## 早年生活
艾利諾生於美國佛羅里達州的華爾頓堡灘，於二年級開始打籃球，及後到中學畢業後升讀路易斯安那理工大學，可是由於他與校隊教練團的關係欠佳，使他從來沒有嘗試進入NBA，更不清楚何時是NBA選秀會，甚至沒有詢問有關職業籃球的事情，結果他畢業後就回家在地盤工作，不過艾利諾的籃球夢沒有就此完結，因為他深知他自己最想做個職業籃球員，故他便繼續苦練球技並開始打電話及寄電郵給相關人士。

## 籃球生涯
直到2008年的一天下班後，當時正打算到北卡羅萊納州度假過周末的艾利諾突然接到智利職業隊瓦爾迪維亞的電話，邀請他加盟展開職業球員生涯，到2015年轉會阿根廷全國聯賽球隊聖羅倫素，並於首季協助球隊奪得全國聯賽冠軍，
到2016年與球隊約滿後，艾利諾獲東方教練艾度托利斯邀請加盟，並隨隊參與東南亞職業籃球聯賽到不同國家比賽，而他於加盟即於11月27日作客擊敗台灣球隊高雄聖徒的賽事，首度為登場更取得全場最高的30分。
到2017年3月23日，艾利諾於擊敗西貢熱火的常規賽以三雙成績，再度當選賽事最有價值球員，兼累積497分成功以2分之差刷新紀錄，並打破ABL已保持長達五年的紀錄成為於ABL單季得分最多的球員，其後更獲選為ABL常規賽最有價值球員和得分王及助攻王，惟隨後艾利諾於4月18日對新加坡騰飛之師的季後賽總決賽第二回合，在封阻對方球員得分後被球證吹罰，而不服裁決的他跟球證理論時，再領2個技術犯規首度被直接逐出場，結果他在4月23日於5場3勝制的總決賽，協助球隊以場數3–1首度參賽即奪得ABL總冠軍，而他則榮膺最有價值世界外援及總決賽最有價值球員。
到2017年1月5日，東方宣佈與艾利諾續約到2018年球季，而他於2018年居港滿一年後，取代班尼斯的居港球員身分註冊出戰香港賽事，而他更在1月24日對印尼騎士後，再度打破紀錄成為ABL史上首位連續三場得三雙記錄的球員。其後他在其生涯第43場ABL賽事，3月15日，對曼谷吸血鬼時錄得在ABL的1000分成為最快完成創舉的球員，5月8日對滿貫時，艾利諾首度在甲一組聯賽亮相，即錄得全場最高的31分，協助東方以79–67勝出。艾利諾協助東方於5場3勝制的總決賽，以場數3–2擊敗南華，奪得冠軍，而他則榮膺最有價值球員，直到2021年球季，艾利諾被拉利羅斯取替居港球員位置。

## 球場以外
由於在加利福尼亞州出生，艾利諾兒時擁護的球隊是洛杉磯湖人，由於其父母曾在西雅圖讀書，使艾利諾亦一度是西雅圖超音速的粉絲並視披頓為偶像，至於他歷來最喜歡的球員便是戰神艾佛遜，艾利諾最欣賞的本地球員是有被譽為「香港浪花兄弟」的陳兆榮和李琪及劉子禮。

## 外部連結
- 馬吉斯·艾利諾在fiba.basketball（英语）
- 馬吉斯·艾利諾在Sports-Reference.com（NCAA）（英语）
- 馬吉斯·艾利諾在Eurobasket.com（球員）（英语）
- 馬吉斯·艾利諾在Proballers（英语）
- 馬吉斯·艾利諾在Flashscore（英语）
- ABL官網球員註冊資料